# Hitnü
|  | Per a altres significats, vegeu «hitnüs». |

El hitnü (jitnu o macaguán) és una llengua de la família guajibana, que és parlada pels hitnüs, als resguards indígenes de la Vorágine i San José de Lipa, entre els rius Lipa i Ele, al municipi d'Arauca i a Puerto Rondón.

## Fonologia
L'idioma hitnü té 16 consonants i 6 vocals orals, cinc de les quals es presenten en segments nasalitzats.

### Vocals
|          | Anteriors | Centrals | Posteriors |
| -------- | --------- | -------- | ---------- |
| Tancades | i ĩ       | ɨ (ʉ)    | u ũ        |
| Mitjanes | e ẽ       |          | o õ        |
| Obertes  |           | a ã      |            |

### Consonants
|            |            | Bilabials | Dentals | Laterals | Palatals | Velars | Glotals |
| ---------- | ---------- | --------- | ------- | -------- | -------- | ------ | ------- |
| Oclusives  | Sordes     | p         | t       |          |          | k      | ʔ       |
| Oclusives  | Sonores    | b         |         |          |          |        |         |
| Fricatives | Fricatives |           | s       |          |          |        | h       |
| Africades  | Africades  |           | t͡s      |          | tʃ (ch)  |        |         |
| Nasals     | Nasals     | m         | n       |          |          |        |         |
| Líquides   | Líquides   |           | r       | ɾ        |          |        |         |
| Semivocals | Semivocals | w         |         |          | j (y)    |        |         |